# チャロン・ポカパングループ
CPグループ (シーピーグループ、英: Charoen Pokphand Group Co., Ltd.) とは汕頭出身の潮州系タイ人、謝家（チエンワノン家）が基礎を作ったコングロマリット（複合企業）である。タイで最大のコングロマリットと言われ、農業分野や食料品の分野を中核事業として、通信、不動産分野にも精力的に進出し、全部で8つの分野で事業を展開している。国際的には、ASEAN各国や中国などを中心に世界13カ国に進出し、ロンドン証券取引所上場企業となっている。
特に、中国へは積極的に進出しており正大集団（チアタイ集団）として知られ、中国最大の外資系企業である。タイの企業は中国への進出に消極的と一般に言われているが、その中で積極的に中国本土へ投資しており、珍しい存在だとされている。

## 名称について
CPグループの「CP」とはグループ名であるチャロン・ポカパン (Charoen Phokphan, เจริญโภคภัณฑ์) の頭文字である。中国語においては、後述するようにグループにあった園芸店舗名である「正大荘行」に由来する正大集団の名称が使われている。
これを元に日本ではチアタイ・グループと書いてCPグループとをさすことがあるが、チアタイ・グループとはCPグループの一企業を指す言葉であり、タイ、中国に存在するCPグループ全体を指す言葉としては不適切である。またCPポーカパンと表記するメディアなどもあるが、CPのPがポーカパンの略であり「ポーカパン」が2度繰り返される事になるため、正しくない。

## 沿革
汕頭出身の潮州人で1921年にタイに渡航した謝易初（エークチョー・チエンワノン）とその後を追ってきた弟の謝少飛（チョンチャルーン・チエンワノン）による園芸店（種を専門に売っていた）、正大荘行が前身となっている。
その後、易初の長男であるチャラン（謝正民）が正大荘行から通りを挟んで向かいに家畜飼料の販売店、チャルーンポーカパンを1953年に開店し、1959年にチャルーンポーカパン株式会社（CP）を設立した。その後CPは養鶏業を展開し、現在までCPグループの中核となるアグリビジネスの基礎を築くことになる。1968年には易初の死に伴い、四男のタニン（謝国民）が会長となり、経営を掌握。
タニン以降CPは設備の近代化、同族だけでなく外部から人材を導入するなどの近代化路線を走ることになる。1971年には世界最大のブロイラーの原種生産会社、アーバーエーカー社と合弁でタイに東南アジア発のブロイラー工場を設立した。また、これだけでは供給が追いつかなかったため、業績拡大策として、農家にたいしてCPが成長したヒナをすべて買い取るという契約の元、ヒナや飼料など一式を農家に預けるという委託生産を開始した。一方で、ブラックタイガーエビの品種改良などを行い水産業にも進出。エビの飼料の研究を行い、タイをエビ飼料生産高世界一にのし上げた。
その後、タニンによってCPは多くの分野に進出することになるが、このグループ拡大には外貨建ての債務を多数利用しており、アジア通貨危機によって1億ドルの変動利付債の負債を抱えた。これにより債権者に対して1998年に返済期限の延期を申し込んだ。また、外国の事業も大幅に業績を悪化させ、タイ国内の購買力の低下に伴い、小売業が経営難に陥った。

## グループの業種
また一時期は各部門で小売業に積極的に進出したが、アジア経済危機以降は小売り業から撤退する傾向を見せた。一方で、ビジネス業界でにわかに活発化している通信産業の分野では中核事業離れが激しい。
農業部門
正大荘行、いわゆるチアタイが前身となっている中核事業である。日本との関連では明治乳業と合弁で設立したCP明治などがあり、国内の乳業大手となっている。
工業部門
易初工業集団有限公司　タイバンコクの正大ビルに本社をもつ。傍系ではネットドラゴンウェブソフト社がある。
食品部門
1953年設立のチャルーンポーカパン商店が前身となっている食品販売分野（チャロン・ポカパン・フーズ）。グループ内の売り上げの3分の1を占めるとされる。タイで生産された食料品の輸出を専門としており、他にも農業部門でのノウハウを活かした中国、トルコなどでの養鶏産業を行っている。元々は12社に分かれていたが、アジア通貨危機以降を経て1998年に経営統合されCPフィードミルとなり、のちにCPフーズとなった。CPFの呼称が一般的。日本においてもCPF JAPAN株式会社が2004年に設立（2016年7月、CPF TOKYOより社名変更）されている。2007年夏、食肉加工業の米久との合弁でCP米久がタイに設立された。
グローバルキッチン部門
CPの中核事業を活かした外食産業部門である。チェスター・グリル、ケンタッキーフライドチキン、ピザハット等を経営している。
流通部門

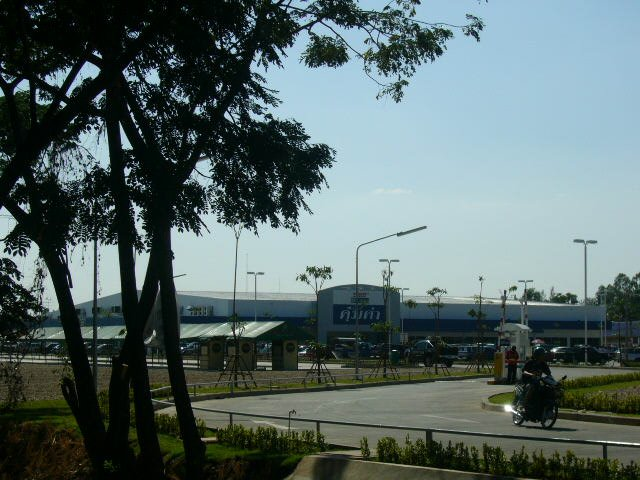
CP系企業テスコ・ロータスの店舗

ディスカウント・ショップとしてサイアム・マクロを1988年に設立。同年にサウスランド・コーポレーション（現セブン-イレブン）からフランチャイズ権を買収しCPセブン・イレブン（現CPオール）を設立。また1990年には日本の西友と合弁でスーパーマーケットのサニーズを設立。アメリカからハイパーマーケットの概念を導入しロータス・スーパーセンターを設立した。しかし、アジア通貨危機以降、タイ国内の購買力が低下し、小売業を撤退する傾向を見せ、サニーズはフードライオンのオーナーであるベルギー資本のデレーズ・ル・リオンに売却された。また、1998年にはロータス・スーパーセンターの株のうち36.75%が127億バーツでイギリスのテスコに売却された。
一方で、CPセブン・イレブンは中核事業である農業部門の援護などがあり、また小売業として注目を集め始めたため、流通部門のドル箱となり経営規模を縮小することなくむしろ、2000年以降の好景気によって大きく業績を伸ばした。
不動産部門
フォーチューン・タワー、フォーチューン・ホテルなどを経営している。また、アライアンズCP総合保険などの保険業も行っている。外国では中国に上海キングヒルなどを設立し、スーパー・ブランド・モールなどを経営している。
石油部門
1988年に政府の指導のもと石油産業に参入、CPペトロケミカル・ビジネス・グループを設立した。また、タイ石油公社（PTT）や中国資本のシノペック（中国石油化学工業）と合弁で1994年にペトロアジア（PA）を設立し小売業に参入したが、アジア通貨危機の影響で経営難に陥り、1998年に小売業から撤退し、店舗をPTTに売却した。
通信部門
1989年に首都200万回線プロジェクトで落札に参入し、通信産業に参入。ナイネックスの指導のもとにCPテレコミュニケーションズを設立（後の、テレコムアジア、TA）。1996年までにバンコクとその近辺に260万回線を施設した。一方で日本のPHSを元にバンコクとその近辺のみを対象とした簡易電話サービス、PCTサービスを開始した。1993年には有料のケーブルテレビ・サービスである。ユニバーサル・ケーブルテレビジョン（UTV）を開設した。しかし、アジア通貨危機を経て加入者に伸び悩み、タクシン率いるシン・コーポレーション・グループ系列のインターナショナル・ブロードキャスティング・コーポレーション（IBC）と合併。最終的に、ユナイテッド・ブロードキャスティング・コーポレーションとして再出発した。
また、テレコムアジアはPCTサービス加入者が減ったためフランスのテレコムアジア傘下のオレンジ社と合弁でTAオレンジを2003年に設立し携帯電話事業に参入。2004年にトゥルー・コーポレーションと名を変え、インターネット接続サービスを開業した。

## 外国進出
多国籍企業としての側面を持っており、外国資本との合弁事業や提携などの関係にある。一方で海外に積極的に進出しており、世界13カ国にその子会社を設置している。前述したように、中国本土との関係が非常に深い。
1969年以降、流通、石油、不動産、自動車、IT、ビールなどの産業に進出したが、アジア経済危機のため一時期中国に投資した資本をタイに引き上げる傾向が目立った。しかし、上海浦東新区に建設予定で放置されていたデパート、スーパー・ブランド・モール（正大広場、SBM）が1999年に建設再開され、2002年に開店した。またタイ国内の経済も安定してきたため、CPグループは中国に対する投資を活発化する傾向を見せている。
2014年には伊藤忠との業務資本提携を発表した。伊藤忠がCPの子会社と日本政策投資銀行が設立した投資事業組合を引受先とする第三者割当増資を実施。1024億円を調達する。CPと政投銀は伊藤忠の株式の4.9%を取得する。伊藤忠はCPのグループ会社の株式の25%を870億円で取得する。食料や化学品などの事業で協業しアジア市場を開拓する。両社はタイや中国、ベトナムなどを中心としたアジア地域で飼料や畜産分野で事業を拡大する。

## CPグループに対する批判
当企業がタイの経済を永らく支えているという評価が出ている一方で、最近では批判も相次いでいる。特に2015年5月ごろには、「富の独占」と揶揄される国内最大手のコンビニエンスストア『セブン-イレブン』不買運動が行われていた。これは現在、タイのセブンイレブンが店内食事サービスを開始し、周辺の食堂や屋台の客を奪う恐れがあるために、「大企業が庶民の稼ぎ口に手を出すな」「何から何までCPグループがタイの富の独占をしている」と市民の間で反発が拡散している。この他に、セブンイレブンが続々と販売しているプライベートブランド製品も他社製品を排除して利益を独占し、なおかつ既成の大手企業商品を真似ている疑惑があることも、不買運動につながった。